# تینا امون
تینا اَمون (فرانسوی: Tina Aumont‎؛ ‏ ۱۴ فوریهٔ ۱۹۴۶ – ۲۸ اکتبر ۲۰۰۶) بازیگر اهل فرانسه بود. 
از فیلم‌هایی که او در آن نقش داشته، می‌توان به نوبت توست که بمیری، دوران کودکی، حرفه و نخستین تجربه جاکومو کازانووا، اهل ونیز، قصه‌های ممنوعه… دربارهٔ برهنگی، حوری آسمانی، ببخشید، موافقید یا مخالف؟، شریک، سوداگر ، بداندیش، کازانووای فلینی، سالن کیتی، سفید، قرمز و…، جسدهای سرشناس و زوزه اشاره کرد.